# SingStar ABBA
SingStar ABBA es un juego de karaoke del sistema PlayStation 2 y PlayStation 3 publicado por Sony Computer Entertainment Europe y desarrollado por SCEE y London Studio. Esta es la 16.ª entrega en la saga SingStar para PlayStation 2 y la 4.ª para PlayStation 3 y la primera que se dedica a una sola banda.
SingStar ABBA como el juego original, es distribuido tanto solo el juego (DVD para PS2 / Disco Blu-Ray para PS3), o el juego y un par de micrófonos acompañado - uno rojo y otro azul-. SingStar es compatible con la cámara EyeToy PS2 y la PlayStation Eye PS3 que sirve para visualizar a los jugadores en la pantalla mientras cantan.

### PlayStation 2
La única novedad que incluye SingStar ABBA para PlayStation 2 es una nueva lista de canciones pero de 20 temas, en lugar de los 25 que serán lanzados en la versión para PlayStation 3.

### PlayStation 3
SingStar ABBA no introducirá ninguna novedad ni cambio sustancial en el juego u otros como si hicieron SingStar Vol. 2 y SingStar Vol. 3. Esta edición, es la tercera que se dedica a una sola banda o grupo: ABBA pero la primera de tal índole que se lanza para el sistema PlayStation 3.
La lista de canciones estará compuesta por 25 temas exitosos y conocidos de la popular banda sueca de pop, ABBA. Destacarán sus singles más sonados y famosos, además de la inclusión de algunos temas en español de la banda, como "Felicidad" o "Estoy Soñando".

## Listas de canciones
| SingStar ABBA - PS2 |                                               |
| ABBA                | "Chiquitita"                                  |
| ABBA                | "Dancing Queen"                               |
| ABBA                | "Does Your Mother Know?"                      |
| ABBA                | "Estoy Soñando"                               |
| ABBA                | "Felicidad"                                   |
| ABBA                | "Fernando"                                    |
| ABBA                | "Gimme! Gimme! Gimme! (A Man After Midnight)" |
| ABBA                | "Knowing Me, Knowing You"                     |
| ABBA                | "Mamma Mia"                                   |
| ABBA                | "Money, Money, Money"                         |
| ABBA                | "No Hay A Quien Culpar"                       |
| ABBA                | "Ring Ring"                                   |
| ABBA                | "S.O.S."                                      |
| ABBA                | "Summer Night City"                           |
| ABBA                | "Super Trouper"                               |
| ABBA                | "Take A Chance On Me"                         |
| ABBA                | "Thank You For The Music"                     |
| ABBA                | "The Winner Takes It All"                     |
| ABBA                | "Voulez-Vous"                                 |
| ABBA                | "Waterloo"                                    |

| SingStar ABBA - PS3 |                                               |
| ABBA                | "Chiquitita"                                  |
| ABBA                | "Dancing Queen"                               |
| ABBA                | "Does Your Mother Know?"                      |
| ABBA                | "Estoy soñando"                               |
| ABBA                | "Felicidad"                                   |
| ABBA                | "Fernando"                                    |
| ABBA                | "Gimme! Gimme! Gimme! (A Man After Midnight)" |
| ABBA                | "Head Over Heels"                             |
| ABBA                | "I Do, I Do, I Do, I Do, I Do"                |
| ABBA                | "Knowing Me, Knowing You"                     |
| ABBA                | "Mamma Mia"                                   |
| ABBA                | "Money, Money, Money"                         |
| ABBA                | "No Hay A Quien Culpar"                       |
| ABBA                | "One of Us"                                   |
| ABBA                | "Ring Ring"                                   |
| ABBA                | "S.O.S."                                      |
| ABBA                | "Summer Night City"                           |
| ABBA                | "Super Trouper"                               |
| ABBA                | "Take A Chance On Me"                         |
| ABBA                | "Thank You For The Music"                     |
| ABBA                | "The Name Of The Game"                        |
| ABBA                | "The Winner Takes It All"                     |
| ABBA                | "Under Attack"                                |
| ABBA                | "Voulez-Vous"                                 |
| ABBA                | "Waterloo"                                    |